# Ver-o-Rio
O Complexo Turístico Ver-o-Rio é uma praça pública brasileira inaugurada em 1999 na cidade paraense de Belém (Pará), em uma área de cinco mil metros quadrados, às margens da baía do Guajará no bairro do Umarizal e próxima ao Centro de Ciências Sociais e Educação da Universidade do Estado do Pará (UEPA).
Conhecido também como "Uma janela para o Rio", este logradouro surgiu do "Projeto Ver-o-Rio, Janelas Abertas para as Águas" criado com o objetivo de proporcionar um turismo contemplativo e acesso livre a orla da baía.

## História
Historicamente ocupada por indústrias, galpões e portos particulares, a extensa orla de Belém passou por mudanças promovidas pela prefeitura da cidade com o objetivo de promover a abertura para o rio, um dos principais elementos da região amazônica utilizado tanto para contemplação de lazer quanto como meio de transporte e atividades econômicas.
Assim, uma série de propostas foram feitas, estando entre elas o "Projeto Ver-o-Rio, Janelas Abertas para as Águas", que tinha como missão “Proporcionar a população um turismo contemplativo e acesso livre a Orla”.
Especificamente no local onde hoje se encontra o complexo funcionava o Pier da Panair, um hangar, uma estrutura para manutenção e um aeroporto de hidroaviões com rampa de onde saíam voos diários nacionais e internacionais entre o final da década de 1920 e os meados da década de 1960, quando teve suas operações encerradas. 
Com a desocupação da área, em 1999 o complexo pode ser erguido durante a gestão municipal do então prefeito de Belém Edmilson Rodrigues, passando a ser administrado pela Coordenadoria Municipal de Turismo de Belém (Belemtur) e se tornando um dos principais atrativos turísticos de Belém.
No mesmo contexto e também objetivando promover a abertura da cidade para o rio, foi inaugurado no ano de 2000 a Estação das Docas no bairro da Campina.

## Características
O Ver-o-Rio alía contemplação à natureza com a praticidade na utilização do espaço urbano com comidas típicas, shows musicais e a paisagem da ilha do Combú.
O complexo conta ainda com barracas de comidas típicas, bares, um palco, playground, calçadão de pedra portuguesa e um marégrafo (aparelho que mede o nível da maré), além de um memorial indígena.
Também se destaca por ser um ambiente de prática de esportes aquáticos, já tendo servido de ponto de partida ou de chegada de competições de remo.